# Val-d’Étangson
Val-d’Étangson – gmina we Francji, w regionie Kraj Loary, w departamencie Sarthe. W 2016 roku liczba ludności wynosiła 531 mieszkańców. 
Gmina została utworzona 1 stycznia 2019 roku z połączenia dwóch ówczesnych gmin: Évaillé oraz Sainte-Osmane. Siedzibą gminy została miejscowość Évaillé. 